# Superfície d'Enneper

Una porció de la superfície d'Enneper

En matemàtiques, en els camps de la geometria diferencial i geometria algebraica, la superfície d'Enneper és una superfície que s'autointersecciona i que pot ser descrita paramètricament per:
{\displaystyle x=u(1-u^{2}/3+v^{2})/3,\ }
{\displaystyle y=-v(1-v^{2}/3+u^{2})/3,\ }
{\displaystyle z=(u^{2}-v^{2})/3.\ }
Va ser introduïda el 1864 per Alfred Enneper en connexió amb la teoria de la superfície minimal.
La parametrització de Weierstraß–Enneper és molt simple, {\displaystyle f(z)=1,g(z)=z}, i la forma paramètrica real es pot calcular a partir d'aquesta. La superfície està conjugada amb si mateixa.
Es poden usar mètodes d'implicitació de geometria algebraica per a trobar els punts de la superfície d'Enneper que satisfacen l'equació polinòmica de grau 9:
{\displaystyle 64z^{9}-128z^{7}+64z^{5}-702x^{2}y^{2}z^{3}-18x^{2}y^{2}z+144(y^{2}z^{6}-x^{2}z^{6})\ }
{\displaystyle {}+162(y^{4}z^{2}-x^{4}z^{2})+27(y^{6}-x^{6})+9(x^{4}z+y^{4}z)+48(x^{2}z^{3}+y^{2}z^{3})\ }
{\displaystyle {}-432(x^{2}z^{5}+y^{2}z^{5})+81(x^{4}y^{2}-x^{2}y^{4})+240(y^{2}z^{4}-x^{2}z^{4})-135(x^{4}z^{3}+y^{4}z^{3})=0.\ }
Dualment, el pla tangent en el punt amb els paràmetres donats és {\displaystyle a+bx+cy+dz=0,\ }
on:
{\displaystyle a=-(u^{2}-v^{2})(1+u^{2}/3+v^{2}/3),\ }
{\displaystyle b=6u,\ }
{\displaystyle c=6v,\ }
{\displaystyle d=-3(1-u^{2}-v^{2}).\ }
Els seus coeficients satisfan l'equació polinòmica de grau sis implícita:
{\displaystyle 162a^{2}b^{2}c^{2}+6b^{2}c^{2}d^{2}-4(b^{6}+c^{6})+54(ab^{4}d-ac^{4}d)+81(a^{2}b^{4}+a^{2}c^{4})\ }
{\displaystyle {}+4(b^{4}c^{2}+b^{2}c^{4})-3(b^{4}d^{2}+c^{4}d^{2})+36(ab^{2}d^{3}-ac^{2}d^{3})=0.\ }
El jacobià, la curvatura de Gauss i la curvatura mitjana són:
{\displaystyle J=(1+u^{2}+v^{2})^{4}/81,\ }
{\displaystyle K=-(4/9)/J,\ }
{\displaystyle H=0.\ }
La curvatura total és {\displaystyle -4\pi }. Osserman va demostrar que una superfície minimal completa en {\displaystyle \mathbb {R} ^{3}} amb una curvatura total de {\displaystyle -4\pi } és o bé el catenoide o la superfície d'Enneper.
Una altra propietat n'és que totes les superfícies de Bézier minimals bicúbiques, fins a una transformació afí, són trossos d'aquesta superfície.
Es pot generalitzar a ordres de simetria rotacional majors usant la parametrització de Weierstraß–Enneper {\displaystyle f(z)=1,g(z)=z^{k}} per a sencers k>1. Pot ser generalitzada per a majors dimensions; es coneixen superfícies semblants a la superfície d'Enneper en {\displaystyle \mathbb {R} ^{n}} fins a n igual a 7.